# هورست ديتر هوتغيس
هورست دييتر هوتغز (بالألمانية:  Horst-Dieter Höttges)
من مواليد 10 سبتمبر 1943 ، لاعب كرة قدم ألماني سابق.
لعب مع منتخب ألمانيا لكرة القدم.

## وصلات خارجية
- هورست ديتر هوتغيس على موقع الاتحاد الدولي (مؤرشف)  (الإنجليزية)
- هورست ديتر هوتغيس على موقع قاعدة بيانات كرة القدم.إي يو (الإنجليزية)
- هورست ديتر هوتغيس على موقع بيانات كرة القدم. دي إي (الألمانية)
- هورست ديتر هوتغيس على موقع ناشيونال فوتبول تيمز (الإنجليزية)
- هورست ديتر هوتغيس على موقع عالم كرة القدم.نت (الإنجليزية)